# ラ・レイナ・デル・スール
『ラ・レイナ・デル・スール』（スペイン語: La Reina del Sur）は、アメリカ合衆国のテレビドラマ。テレムンドで2011年2月28日に初公開された。

## 登場人物

### 主な登場人物
テレサ・メンドーサ
演：ケイト・デル・カスティーリョ

## リメイク
2016年6月にUSAネットワークで初演され、アリス・ブラガが主演した「クイーン・オブ・ザ・サウス 〜女王への階段〜」(Queen of the South)というタイトルの英語のリメイク。